# Pływanie na Letniej Uniwersjadzie 2007 – 1500 metrów stylem dowolnym kobiet
Zawody pływackie w konkurencji 1500 metrów stylem dowolnym kobiet odbyły się 13 sierpnia na pływalni Aquatic Center of Thammasat University w Bangkoku.
Złoto wywalczyła Flavia Rigamonti. Srebro zdobyła Chika Yonenaga. Brązowy medal przypadł reprezentantce Stanów Zjednoczonych Kelsey Ditto
Finał B nie był rozgrywany na tym dystansie.

## Finał
| Rk. | Kraj | Zawodnik          | Czas     |
| 1   | SUI  | Flavia Rigamonti  | 16:05.90 |
| 2   | JPN  | Chika Yonenaga    | 16:27.86 |
| 3   | USA  | Kelsey Ditto      | 16:36.31 |
| 4   | USA  | Kim Larson        | 16:39.47 |
| 5   | CHN  | Tan Miao          | 16:42.31 |
| 6   | AUT  | Jordis Steinegger | 16:42.62 |
| 7   | SUI  | Swann Oberson     | 16:50.79 |
| 8   | CAN  | Tara Ivanitz      | 16:55.71 |